# Кэзэнешти
Кэзэнешти (рум. Căzănești) — город в Румынии в составе жудеца Яломица.

## История
Первое упоминание в документах относится к 1596 году.
Восточная часть современной территории города ранее была монастырской собственностью. В 1864 году после секуляризации земли отошли государству, и поселение разместилось там, где оно находится сейчас.
В 2004 году коммуна Кэзэнешти получила статус города.